# توماس إرنست
توماس إرنست (بالألمانية: Thomas Ernst) (23 ديسمبر 1967 بفيسبادن في ألمانيا - ) هو مدرب كرة قدم ولاعب كرة قدم ألماني في مركز حراسة المرمى. لعب مع آينتراخت فرانكفورت وإف إس في فرانكفورت ونادي بوخوم ونادي شتوتغارت ونادي كايزرسلاوترن وEintracht Frankfurt II ‏ و1. FC Kaiserslautern II ‏.

## وصلات خارجية
- توماس إرنست على موقع قاعدة بيانات كرة القدم.إي يو (الإنجليزية)
- توماس إرنست على موقع بيانات كرة القدم. دي إي (الألمانية)
- توماس إرنست على موقع Soccerway.com (الإنجليزية)
- توماس إرنست على موقع عالم كرة القدم.نت (الإنجليزية)